# 卡勒塔尔
卡勒塔尔（德語：Kalletal，發音：[ˈkaləˌtaːl] ⓘ，意为“卡勒河谷”）是德国北莱茵-威斯特法伦州代特莫尔德行政区利珀县的市镇，面积112.42平方千米，2023年12月31日人口为13,391人。